# Zaira sordicolor
Zaira sordicolor är en tvåvingeart som först beskrevs av Townsend 1891.  Zaira sordicolor ingår i släktet Zaira och familjen parasitflugor. Inga underarter finns listade i Catalogue of Life.